# Cratere Piazzi
Piazzi è un grande cratere lunare di 102,57 km situato nella parte sud-occidentale della faccia visibile della Luna.